# Union internationale des éditeurs
L'Union internationale des éditeurs (UIE), en anglais International Publishers Association (IPA), est la plus grande fédération internationale d'associations d'éditeurs. Fondée en 1896 à Paris, elle a son siège à Genève. Elle est attentive aux conditions économiques, politiques et culturelles dans lesquelles évolue le secteur de l'édition, qu'elle a pour objectif de promouvoir. Elle est engagée en faveur de la liberté d'expression,,.
Elle représente 69 pays dans le monde et compte 83 associations-membres (en 2021). 

## Histoire
L'Union internationale des éditeurs a été créée lors d'un congrès des éditeurs à Paris en 1896, dix ans après la Convention de Berne pour la protection des œuvres littéraires et artistiques, toujours considérée au XXIe siècle comme le traité international le plus important pour la protection des œuvres écrites (littéraires, scientifiques, artistiques) et du droit d'auteur.
L'Union internationale des éditeurs, longtemps «dominée par des hommes européens et blancs» selon Richard Charkin, a commencé à s'internationaliser réellement et à s'ouvrir à plus de diversité 70 ans après sa fondation, avec l'élection en 1965 d'un président non-européen, Storer B. Lunt de WW Norton, à New York. C'est un siècle après sa création que l'UIE nomme à sa tête une femme, l'Argentine Ana Maria Cabanellas, en 2004. YS Chi, élu en 2010, est le premier président d'origine asiatique. L'élection en 2020 de Bodour bint Sultan bin Muhammad Al Qasimi (en) en 2020, première présidente du monde arabe, a été relayée par plusieurs médias,,, ; le poste a rarement été confié à des personnalités du tiers monde, souligne le site mauritanien nordinfo.com.

## Actions
L'Union internationale des éditeurs accorde une aide et des conseils aux éditeurs au niveau international.
Elle récompense par le Prix Voltaire (de) les éditeurs considérés comme les plus engagés en faveur de la liberté d'expression,.
En 2020, durant la pandémie de COVID-19, l'Union internationale des éditeurs vient en aide à des enfants et des adolescents isolés, en menant avec l'Organisation mondiale de la santé et l'UNICEF une action appelée Read the World (Lire le monde). La Journée internationale du livre pour enfants marque le début de cette action qui consiste à lire des passages de livres à des millions d’enfants, afin de leur offrir un moment de divertissement et de les familiariser avec des auteurs.